# Lamelloporus americanus
Lamelloporus là một chi nấm thuộc họ Meruliaceae. Là một chi đơn loài, nó chứa loài duy nhất Lamelloporus americanus.